# Didymodon heteromallus
Didymodon heteromallus là một loài rêu trong họ Pottiaceae. Loài này được (Hedw.) Hook. & Taylor mô tả khoa học đầu tiên năm 1818.